# Wilhelm Herrmann
Johann Georg Wilhelm Herrmann (født 6. december 1846 i Melkow, død 3. januar 1922 i Marburg) var en tysk teolog.
Efter studier i Halle 1866—1870 blev han 1874 privatdocent sammesteds. I 1879 udnævntes han til ordentlig professor i systematisk teologi i Marburg, hvor han trods smigrende tilbud fra andre universiteter forblev, til han 1916 trak sig tilbage fra sin lærergerning. Han er en af de betydeligste repræsentanter for den Ritschlske skole, og hans selvstændige udformning af mesterens tanker har i høj grad bidraget til at skaffe disse udbredelse både inden- og udenfor Tysklands grænser. Mest bekendt er hans smukke og varme skrift: Der Verkehr des Christen mit Gott (5.-6. oplag 1908) og hans Ethik (5. oplag 1914). Af hans talrige andre værker kan nævnes: Römische und evangelische Sittlichkeit (3. oplag 1903), Die sittlichen Weisungen Jesu (2. oplag 1907), Offenbarung und Wunder (1908) samt hans Olaus-Petri-forelæsninger: Religion och historia i den evangeliska kristendomen (1912). Fra 1907 udgav han sammen med Martin Rade Zeitschrift für Theologie und Kirche.